# Lymeon utilis
Lymeon utilis là một loài tò vò trong họ Ichneumonidae.